# 다카시노촌 (사이타마현)
다카시노촌(高篠村)은 사이타마현 지치부군에 설치되었던 촌이다. 현재의 지치부시에 해당한다.